# Rasova
Rasova is een Roemeense gemeente in het district Constanța.
Rasova telt 3910 inwoners.